# Shannon Ø
Shannon Ø är en ö i Grönland (Kungariket Danmark). Den ligger i den nordöstra delen av Grönland. Arean är 1 466 kvadratkilometer.
Terrängen på Shannon Ø är platt. Öns högsta punkt är 275 meter över havet. Den sträcker sig 55,5 kilometer i nord-sydlig riktning, och 46,1 kilometer i öst-västlig riktning.